# Aldrick Rosas
Aldrick Rosas (Chico, 27 dicembre 1987) è un giocatore di football americano statunitense che milita nel ruolo di kicker per i Detroit Lions della National Football League (NFL).

## Carriera

### Tennessee Titans
Rosas firmò con i Tennessee Titans dopo non essere stato scelto nel Draft NFL 2016 il 9 maggio 2016. Il 2 settembre 2016 fu svincolato.

### New York Giants
Il 19 gennaio 2017, Rosas firmò con i New York Giants. Quell'anno riuscì a superare il veterano Mike Nugent come kicker titolare della squadra, completando il 72% dei suoi field goal. Nel 2018 fu convocato per il suo primo Pro Bowl e inserito nel Second-team All-Pro dopo avere segnato 32 field goal su 33.
Il 26 luglio 2020 fu svincolato.

## Palmarès
- Convocazioni al Pro Bowl: 1

2018
- Second-team All-Pro: 1

2018
- Giocatore degli special team della NFC della settimana: 1

13ª del 2018